# Alfieriella naxiana
Alfieriella naxiana is een keversoort uit de familie harige schimmelkevers (Cryptophagidae). De wetenschappelijke naam van de soort werd in 1884 gepubliceerd door Edmund Reitter.